# Renzo Pasolini
Pour les articles homonymes, voir Pasolini (homonymie).
Renzo Pasolini (né le 18 juillet 1938, à Rimini en Émilie-Romagne et mort à Monza le 20 mai 1973) était un pilote de vitesse moto italien.

## Biographie
Renzo naît dans une famille où la moto tient une part importante. En effet, son père était un grand pilote d'après-guerre, détenteur de records du monde sur Aermacchi, dont celui du kilomètre lancé.
Renzo commence la compétition en catégorie motocross en 1958, avant de se consacrer exclusivement aux courses sur route.
En 1964, « Paso » est recruté par Aermacchi en 350 cm3, il officie également dans l'écurie Benelli en 500 cm3, remplaçant Tarquino Provini.
En 1970, il quitte Benelli pour retourner chez Aermacchi, entre-temps racheté par Harley-Davidson. 
Il meurt à Monza le 20 mai 1973, dans le gigantesque accident qui impliqua quinze pilotes et causa également la mort de Jarno Saarinen. Parmi les pilotes impliqués, Chas Mortimer percuta Pasolini qui se relevait tout juste de son accrochage avec Saarinen. Pasolini ne se releva pas. En signe de deuil, Yamaha se retira du championnat du monde.

## Suppositions
Certaines sources[Lesquelles ?] affirment que la Yamaha (privée) 350 cm3 de Dieter Braun fut victime d'une fuite d'huile dans l'avant-dernier tour de la course précédente. Plutôt que de rentrer au stand et d'abandonner, son équipe lui a demandé d'effectuer le dernier tour pour pouvoir empocher un minimum de points. Bien évidemment, il a aspergé la piste d'huile. Un pilote australien, John Dodds, a remarqué que la piste n'a pas été nettoyée et en informe la direction de course. Celle-ci n'a pas pris en considération sa remarque et a lancé le départ de la course des 250 cm3. Dans le premier virage, Renzo Pasolini roule sur l'huile et perd le contrôle de sa Harley-Davidson. D'autres pensent que la chute de Pasolini est dû au serrage de son moteur. Lors de l'entretien qu'elle accorde à Jacques Bussillet dans le no 220 (daté de février 2011) de Moto Légende, Soili, l’épouse de Jarno Saarinen, dit s'en tenir aux témoignages de Kent Andersson, Mario Lega et Tepi Länsivuori, lesquels suivaient Renzo Pasolini et Jarno Saarinen, qui affirment qu'une moto qui serre ne se comporte pas de cette façon et que c'est bien l'huile répandue sur la piste qui a provoqué la chute collective (p. 53).
Les frères Castiglioni étaient admiratifs de ce pilote. Propriétaires de Cagiva, et donc de Ducati, ils lui rendirent hommage en 1985 en présentant les Ducati 750, puis 906 Paso.
Renzo Pasolini est inhumé au cimetière monumental de Rimini.

## Palmarès
- 1968 : Vice-champion du monde en 350 cm3
- 1972 : Vice-champion du monde en 250 cm3
- 1972 : 3e au championnat du monde en 350 cm3